# Ministerio de Desarrollo Agropecuario (Panamá)
El Ministerio de Desarrollo Agropecuario de Panamá (MIDA) es un Ministerio de la República de Panamá que forma parte del Órgano Ejecutivo.  Esta institución se encarga de coordinar y organizar, así también como brindar a la ciudadanía en general y en el sector agropecuario, los servicios de extensión por medio de los sistemas agropecuarios. Este ministerio fue creado el 25 de enero de 1973 por medio de la Ley n.º 12.